# Saint-Laurent-de-Mure
Saint-Laurent-de-Mure este o comună în departamentul Rhône din sud-estul Franței. În 2009 avea o populație de 5.056 de locuitori.

## Evoluția populației
| An        | 1975  | 1982  | 1990  | 1999  | 2006  | 2009  |
| --------- | ----- | ----- | ----- | ----- | ----- | ----- |
| Populație | 2.498 | 3.336 | 4.513 | 4.694 | 4.855 | 5.056 |